# خان زعفرانية
خان زعفرانية (بالفارسية: کاروانسرای زعفرانیه) هو خان تاريخي يعود إلى عصر السلالة الصفوية والقاجاريون، ويقع في زعفرانية، محافظة خراسان رضوي.